# Эйнис, Владимир Львович
Владимир Львович Эйнис (1890 Екатеринодар — 21 октября 1978, Москва) — советский фтизиатр, доктор медицинских наук, профессор, Заслуженный деятель науки РСФСР (1958).

## Биография
Родился в 1890 году в Екатеринодаре (ныне Краснодар), в 1908 году окончил с золотой медалью мужскую гимназию. В 1913 году окончил медицинский факультет Фрайбургского университета. В 1920 году работал в Кубанском государственном медицинском университете, преподавал курсы туберкулёза и семиотики внутренних органов. Основал Северо-Кавказский туберкулёзный институт (в некоторых источниках — Кубано-Черноморский), которым руководил с 1921—1926 год. В 1926—1929 год доцент кафедры госпитальной терапии медицинского факультета Московского государственного университета. С 1929 по 1952 годы заведующий кафедры туберкулёза Второго Московского государственного университета. С 1926 по 1956 годы руководитель Московского городского научно-исследовательского туберкулёзного института, который непосредственно был открыт им (ныне Городской туберкулёзный диспансер №1 Главного управления  здравоохранения Мосгорисполкома). Работал заведующим терапевтическим отделением ВНИИ туберкулёза Минздрава СССР с 1956 вплоть до самой смерти в 1978. Был председателем Московского общества фтизиатров (с 1939 по 1970 годы), ответственным редактором журнала «Проблемы туберкулёза». Скончался в 1978 году, похоронен в Москве на Новодевичьем кладбище.
Жена, Нина Владимировна Эйнис (1892—1980), кандидат медицинских наук, сын, Игорь Владимирович Эйнис (1918—1963), лётчик-испытатель 1 класса, инженер в области эргономики.

## Научная деятельность
Автор 200 научных работ, нескольких монографий, руководств и учебников. Один из создателей советской классификаций туберкулёза. Исследовал функциональное состояние лёгочно-сердечной системы заражёных туберкулёзом лёгких, занимался лечении больных туберкулёзом, проводил химиотерапии и хирургическое лечение.

## Память
Эйнису В. Л. установлена мемориальная доска по адресу улица Стромынка, дом №10.

## Награды
- Орден Ленина,
- Орден Трудового Красного Знамени — за успешное проведение противоэпидемических мероприятий и самоотверженную работу в эвакогоспиталях по лечению бойцов и командиров Красной Армии, раненых в боях с немецкими захватчиками[4]
- Орден Отечественной войны II степени (1947),
- Заслуженный деятель науки РСФСР (1958).